# 록스타뮤직앤라이브
록스타뮤직앤라이브(Roxtamuzik & Live)는 대한민국의 음반사이다.

## 개요
- 2004년 노브레인 자체 레이블 록스타뮤직 설립
- 2009년 (주)록스타뮤직앤라이브 법인 설립

## 소속 아티스트
- 노브레인
- 육중완밴드
- 크랙샷
- 짙은
- 오모
- 유별

## 이전 소속
- 임경섭 (장미여관 출신)
- 배상재 (장미여관 출신)
- 윤장현 (장미여관 출신)
- 슈가도넛
- 레이지본
- 갈릭스
- 기프트
- 원태림